# Johannes Bauermann
Johannes Bauermann (* 24. Juni 1900 in Görlitz; † 11. März 1987 in Herbern) war Leiter des Staatsarchivs Münster, Honorarprofessor für Historische Hilfswissenschaften an der Universität Münster sowie Vorsitzender der Historischen Kommission für Westfalen.

## Leben
Nach Schule, Studium der Geschichte in Breslau und Ausbildung zum Archivar wurde Johannes Bauermann in Magdeburg 1928 zum Staatsarchivrat ernannt und 1938 Leiter der Archivberatungsstelle Westfalen. Ein Jahr später ernannte man ihn zum Direktor des Staatsarchivs Münster. Dieses Amt hatte Bauermann bis 1961 inne. Der Staatsarchivdirektor wurde im Jahr 1940 Honorarprofessor für Historische Hilfswissenschaften an der Universität Münster und zwei Jahre später Universitätsarchivar.
Im Mai 1932 wurde Bauermann zum ordentlichen Mitglied der Historischen Kommission für Westfalen berufen. Von November 1934 bis 1939 war er ehrenamtlicher Geschäftsführer der Kommission, ab Juli 1935 Vorstandsmitglied, von Dezember 1939 bis 1946 stellvertretender Vorsitzender, anschließend von 1946 bis 1963 wieder ehrenamtlicher Geschäftsführer. Von Mai 1963 bis Januar 1970 war Bauermann Erster Vorsitzender der Kommission, im April 1972 wurde er zum Ehrenmitglied gewählt. Bauermann verstarb am 11. März 1987. Sein Nachlass befindet sich im Universitätsarchiv der Westfälischen Wilhelms-Universität Münster.

## Schriftenverzeichnis (Auswahl)
- Studien zur politischen Publizistik in der Zeit Heinrichs VII. und Ludwigs des Bayern. Diss., Universität Breslau 1921.
- Festgabe für Ludwig Schmitz-Kallenberg zum 10. Juni 1927. Regensberg, Münster 1927.
- Von der Elbe bis zum Rhein. Aus der Landesgeschichte Ostsachsens und Westfalens. Gesammelte Studien. Aschendorff, Münster 1968.
- Inventar des Stadtarchivs Kamen, die Urkunden bis 1500. Aschendorff, Münster 1978.
- Sieben Aufsätze, Jugenderinnerungen und Schriftenverzeichnis. Aschendorff, Münster 1987, ISBN 3-402-05612-7.
- Die Historische Kommission für Westfalen 1896–1945. Ein Rückblick (= Materialien der Historischen Kommission für Westfalen, Bd. 7). Historische Kommission für Westfalen, Münster 2004 (1945/1946 verfasst).